# Karl von Freystedt
Karl Friedrich Hermann Freiherr von Freystedt (* 11. Dezember 1776 in Karlsruhe; † 29. August 1851) war seit 1832 großherzoglich badischer Generalleutnant und 1819–1845 eines der vom Großherzog ernannten Mitglieder der ersten Kammer der badischen Ständeversammlung. Er war ein Enkel des ersten Großherzogs Karl Friedrich aus einer unehelichen Seitenlinie.

## Herkunft, Ehe und Nachkommen
Karl war der einzige Sohn von Carl Friedrich Hermann von Freystedt und Sofie Götz. Er heiratete 1807 Luise Julie Hauchecorne (1772–1858) und hatte mit ihr zwei Kinder:
- Hermine Caroline Luise (* 1808) ⚭ Karl Theodor Graf von Kageneck
- Heinrich (1809–1885), preußischer Generalleutnant

## Militärische Karriere
Karl begann 1787 bei den Dragonern des schwäbischen Reichskreises seine militärische Laufbahn und war im ersten Koalitionskrieg am Feldzug von 1796 am Rhein beteiligt. 1804–1807 diente er in der preußischen Armee und besuchte die Kriegsschule in Berlin. 1808 wurde er Kommandeur eines badischen Dragoner-Regiments, das er 1809 im Feldzug gegen Österreich führte.
Er war der Avantgarde der Division Masséna zugeordnet und wurde in der Schlacht bei Wagram verwundet. 1812 wurde er Mitglied des badischen Kriegskollegiums (seit 1813 im Rang eines Generalmajors) und 1815 Generalinspekteur der badischen Kavallerie. 1832 wurde Karl von Freystedt erster Chef des ständigen badischen Generalstabs (im Rang eines Generalleutnants), eine Stellung, die er bis 1836 wahrnahm. Bis zu seiner Pensionierung 1845 war er diensttuender Generaladjudant.

## Im Auftrag des Großherzogs
Von 1819 (erste Session der Ständeversammlung) bis 1845 war Karl von Freystedt jeweils als eines der vom Großherzog ernannten Mitglieder in der ersten Kammer der badischen Ständeversammlung. 1830 wurde er auch mit diplomatischen Aufträgen in eine Reihe europäischer Hauptstädte entsandt.

## Der Schlossherr
Sein Vater hatte 1778 von Markgraf Karl Friedrich – Karls Großvater – ein Kapital von 20000 Gulden erhalten. Aus diesem Vermögen kaufte Karl 1811 den Dinghof in Istein, den er renovierte und zu einem Schlösschen ausbaute.